# ジェームズ・ハリソン・オリバー
ジェームズ・ハリソン・オリバー（英語: James Harrison Oliver, 1857年1月15日 -1928年4月6日）は、アメリカ合衆国・ジョージア州出身の海軍軍人。海軍少将(en)。アメリカ領ヴァージン諸島の初代海軍知事(1917年 - 1919年)を務めた。

## 経歴・人物
オリバーは1857年にジョージア州、ハウストン郡で生まれ、1872年にワシントン・アンド・リー大学を卒業。1893年にバージニア州・チャールズシティ郡・シャーリー・プランテーションに移住し、結婚した。

## 海軍軍人として
1877年に米国海軍兵学校を卒業後、1879年に士官候補生に任命された。1881年に少尉に昇進し、1893年に中尉に昇進。1900年に少佐に昇進した。戦闘給糧艦グレイシャーの指揮を務めた。
1904年、補給艦カルゴアを指揮していたところ、デラウェア湾でスクーナー船と衝突。スクーナー船の乗組員が29人死亡した。オリバーは事故の責任を問われ、逮捕されたが、1年以上船の指揮を続けた。その間、海軍の伝統に従い、軍刀を剥奪されるという屈辱的な行為を受けた。その後の軍事裁判では、「名誉をもって」無罪となった。正式に刀を返還する式典で、オリバーは刀を折って海に投げ込み、すぐに海軍を退役した。引退後、オハイオ州シンシナティの灯台委員会 で、検査官に任命された。1906年、セオドア・ルーズベルト大統領はオリバーを正式に復職させ、中佐に昇進させた。アメリカが第一次世界大戦に参戦する直前の1910年に大佐に昇進し、1916年に海軍少将に昇進した。その後、1917年までに海軍情報局長に昇格した。

## アメリカ領ヴァージン諸島海軍知事として
1917年3月28日、ウッドロー・ウィルソン大統領によってアメリカ領ヴァージン諸島の知事に任命された。現地に着任するまで、エドウィン・テイラー・ポロックが知事代行に任命された。その後、知事としての功績により海軍十字章を授与された。
オリバーは知事としてアメリカ政府から20万ドル（現在の価値にすると約340万ドル）の融資を受け、島の要塞化や駐屯地の建設など占領に関わる費用を賄った。現地の教育者の質が低かったため、本土から追加の指導者の派遣も要請した。
1919年から終戦まで、オリバーは海軍戦略委員会の委員を務めた。1921年1月に海軍を退役。1928年に心臓病のためバージニア州の自宅で死去した。